# Verónica (Spaanse film uit 2017)
Verónica is een Spaanse horrorfilm uit 2017, geregisseerd door Paco Plaza.

## Verhaal
De film speelt zich af in Madrid in 1991. Verónica is een meisje van 15 dat samen met haar moeder, haar tweelingzusjes Lucía en Irene en haar broertje Antoñito in een appartement woont. Verónica's vader is kort daarvoor overleden, waardoor Verónica's moeder gedwongen is lange dagen te maken in een bar om de familie te onderhouden. Verónica neemt de zorg voor haar zusjes en broertje op zich. Op de dag van de zonsverduistering vertelt haar lerares de klas hoe oude culturen zonsverduisteringen gebruikten om mensenoffers uit te voeren. 
Tijdens de zonsverduistering gaat de hele school naar het dak, om het spektakel daar te aanschouwen. Maar Verónica, haar vriendin Rosa en hun oud-klasgenoot Diana gaan naar de kelder, om met een ouijabord een seance uit te voeren. Verónica wil daar graag contact leggen met haar overleden vader. Het glas dat ze voor het bord gebruiken wordt al snel veel te heet en wanneer Rosa en Diana snel hun handen wegtrekken blijft Verónica haar hand erop houden. Op het moment van volledige duisternis breekt het glas en valt er een beetje bloed, afkomstig van Verónica op het bord. De kelder wordt helemaal donker,  de lampen knipperen en terwijl Rosa en Diana Verónica zoeken slaakt ze een kreet, waarna ze wakker wordt bij de schoolarts. Deze vertelt haar dat ze waarschijnlijk is flauwgevallen door een ijzertekort.
Vanaf dat moment beginnen er rare dingen te gebeuren in Verónica's huis. Het lukt haar niet meer om het eten naar haar mond te brengen. Er verschijnen rare klauw- en bijtsporen op haar lichaam en ze hoort rare geluiden. Daarnaast besluiten haar vrienden haar ook nog te ontwijken. Wanhopig op zoek naar antwoorden besluit ze terug te keren naar de kelder, waar ze de seance heeft uitgevoerd. Daar vindt ze de 'Zuster des Doods', een blinde non van school. Deze vertelt haar dat het stom is geweest iets uit te voeren zonder daar eerst over na te hebben gedacht en zegt dat Verónica koste wat kost haar broertje en zusjes moet beschermen.
Thuis aangekomen besluit ze direct beschermende Vikingsymbolen te tekenen voor de kinderen, die de demoon vervolgens vernietigt. Als ze probeert haar zusje Lucia te helpen, omdat de demon haar wurgt, vertelt Lucia haar dat zij het deed. Die nacht droomt ze dat ze door haar zusjes wordt opgegeten en haar moeder haar op gruwelijke wijze laat bloeden van onder, de volgende morgen ziet ze dat ze voor het eerst ongesteld is geworden. Terwijl ze het bed schoonmaakt ziet ze op de onderkant van het bed een brandvlek in de vorm van een mens. Als ze alle bedden in het huis controleert, ziet ze dat dit bij iedereen zo is.
Ze keert terug naar de Zuster des Doods voor advies, die haar vertelt dat ze haar fouten goed moet maken. Ze gaat naar het huis van Rosa, die daar een feest aan het geven is, en vertelt haar dat ze de seance opnieuw moeten doen en dit keer wel vaarwel moeten zeggen. Rosa weigert en vertelt Verónica dat ze bij de vorige seance heeft gezegd dat ze over drie dagen zou overlijden. Om het toch tot een einde te brengen besluit ze de seance met haar zusjes te doen.
Ze vertelt Antoñito dat hij beschermende tekens op de muur moet zetten, maar hij slaat per ongeluk de pagina om en tekent juist tekens die de demon oproepen. Verónica vertelt de demon dat hij moet stoppen en weg moet gaan, maar hij weigert. Ze besluit vervolgens de politie te bellen, maar Antoñito wordt door de demon meegenomen. Ze rent weg van de telefoon, pakt haar broertje en rent, met haar twee zusjes, naar beneden. Daar ziet ze dat ze Antoñito helemaal niet vast had en ze besluit terug naar boven te rennen. Ze vindt haar broertje en zegt tegen hem dat hij mee moet komen, maar hij luistert niet meer naar haar. Verónica had eerder tegen hem gezegd dat hij niet moest reageren op de geest die hem had bezocht. Ze kijkt in de spiegel en het kwartje valt. Ze is al die tijd zelf de demon geweest en heeft haar zusjes en broertje zelf pijn gedaan. Ze probeert haar keel door te snijden, maar de demon houdt haar tegen. Als de politie binnenkomt zien ze hoe Verónica door een onzichtbare kracht wordt vastgehouden en vervolgens flauwvalt. 
De detective die het huis binnenkwam kijkt rond en ziet een foto van Verónica op de grond liggen. Als deze ineens vlam vat, krijgt hij te horen dat Verónica is overleden.

## Rolverdeling
| Acteur            | Personage      |
| ----------------- | -------------- |
| Sandra Escacena   | Verónica       |
| Bruna González    | Lucía          |
| Claudia Placer    | Irene          |
| Iván Chavero      | Antoñito       |
| Ana Torrent       | Ana            |
| Consuelo Trujillo | Hermana Muerte |
| Ángela Fabián     | Rosa           |
| Carla Campra      | Diana          |

## Ontvangst

### Recensies
Op Rotten Tomatoes geeft 88% van de 26 recensenten de film een positieve recensie, met een gemiddelde score van 7,04/10.

### Prijzen en nominaties
De film werd genomineerd voor 7 Premios Goya, waarvan de film er één won.
| Jaar | Evenement                       | Categorie                | Genomineerde                               | Resultaat   |
| ---- | ------------------------------- | ------------------------ | ------------------------------------------ | ----------- |
| 2018 | Premios Goya (32ste uitreiking) | Beste film               | Verónica                                   | Genomineerd |
| 2018 | Premios Goya (32ste uitreiking) | Beste regisseur          | Paco Plaza                                 | Genomineerd |
| 2018 | Premios Goya (32ste uitreiking) | Beste debuterend actrice | Sandra Escacena                            | Genomineerd |
| 2018 | Premios Goya (32ste uitreiking) | Beste origineel scenario | Fernando Navarro, Paco Plaza               | Genomineerd |
| 2018 | Premios Goya (32ste uitreiking) | Beste geluid             | Iván Marín, Tomás Erice, Gabriel Gutiérrez | Gewonnen    |
| 2018 | Premios Goya (32ste uitreiking) | Beste speciale effecten  | Raúl Romanillos, David Heras               | Genomineerd |
| 2018 | Premios Goya (32ste uitreiking) | Beste filmmuziek         | Chucky Namanera                            | Genomineerd |